# La Peñita (Ayabaca)
La Peñita es un caserío peruano ubicado en el distrito de Lagunas, perteneciente a la provincia de Ayabaca del departamento de Piura, al norte del Perú. 

## Ubicación
La Peñita se ubica al oeste de la provincia de Ayabaca, en el distrito de Lagunas, en el departamento de Piura.

## Demografía
En 2017 La Peñita tenía una población de 258 habitantes.